# Imperata contracta
El suaye, vendeaguja o guayacana (Imperata contracta) es una planta de la familia de las poáceas.

## Descripción
Hierba erecta de rizomas cubiertos con brácteas de color pajizo- blanquecino-vinoso, con ápices muy punzantes, alcanzando alturas de 1.20 m o más; de los rizomas 3-4 mm. Hojas fuertemente abrazadoras, con vaina pubescente verde-vinosa de 16-20 cm de longitud, formando un cogollo de 5 mm de grueso; limbo lineal de bordes cortantes, finamente aserrados, verdes, paralelinervios, con la nervadura central blanquecina, muy notoria de 70-80-90 cm de longitud por 1,6 cm de ancho en su parte media. Es una planta muy invasora de los terrenos áridos y estériles.

## Distribución y hábitat
Sur de México y América tropical, Colombia, Venezuela.

## Evolución filogenia y taxonomía
Etimología
Imperata el nombre del género otorgado en honor del naturalista italiano Ferrante Imperato (1525? – 1615?).
contracta: epíteto específico del latín contractio que significa "contraído".
Sinonimia
Sinónimos
- Anatherum berteroanum Spreng. ex Schult.
- Anatherum caudatum (G.Mey.) Schult.
- Anatherum portoricense Spreng.
- Imperata caudata (G.Mey.) Trin.
- Imperata exaltata var. caudata (G.Mey.) Hack.
- Imperata flexuosa Swallen
- Imperata longifolia Pilg.
- Imperata sape (A.St.-Hil.) Andersson
- Saccharum caudatum G.Mey.
- Saccharum contractum Kunth
- Saccharum cylindricum var. contractum (Kunth) Roberty
- Saccharum cylindricum var. longifolium (Pilg.) Roberty
- Saccharum dubium Kunth
- Saccharum monandrum Sw. ex Hack. [Invalid]
- Saccharum sape A.St.Hil.[6]

## Importancia económica y cultural
Usos
El cocimiento de los rizomas, en agua o leche, es muy empleado como diaforético y contra las afecciones renales.